# Search for a Supermodel
Search for a Supermodel era un reality show andato in onda sul canale australiano Network Ten dal 2000 al 2002 per un totale di tre stagioni. Lo show vedeva protagoniste delle giovani modelle (nella terza stagione ci saranno anche modelli) gareggiare allo scopo di firmare un contratto con la Ford Models. Il vincitore partecipava alla versione internazionale del programma.
In Italia è stata trasmessa nel 2012 su iLIKE.TV, canale 170 di Sky, con un doppiaggio in oversound.